# Souňov
Souňov település Csehországban, a Kutná Hora-i járásban. Souňov Třebonín, Úmonín, Vodranty, Krchleby és Kluky településekkel határos. Lakosainak száma 154 fő (2024. január 1.).

## Népesség
A település lakosságának változását az alábbi diagram mutatja:
| Lakosok száma | 196  | 220  | 193  | 174  | 152  | 130  | 133  | 139  | 141  | 154  |
|               | 1869 | 1900 | 1921 | 1961 | 1980 | 2011 | 2016 | 2019 | 2021 | 2024 |